# Pedro Mariano de Goyeneche
Pedro Mariano de Goyeneche y Barreda (Arequipa, 22 de febrero de 1772-Burdeos, 30 de noviembre de 1844) fue un abogado y magistrado realista peruano.

## Biografía
Su padres fueron el hacendado navarro Juan de Goyeneche y Aguerrevere y María Josefa de Barreda y Benavides. Sus hermanos fueron José Manuel, José Sebastián y Juan Mariano de Goyeneche y Barreda.
Su familia fue una de las más importantes de Arequipa, donde transcurrieron sus primeros años, criándose en el Palacio de Goyeneche. Realizó sus primeros estudios en Arequipa, donde obtuvo el grado de Bachillerato en Artes. Ingresó posteriormente en la Universidad de San Marcos (de Lima) donde terminó los estudios de Derecho alcanzando el grado de Doctor en Jurisprudencia.
Se recibió de Abogado en la Real Audiencia de Lima el 5 de noviembre de 1798. Poco después fue nombrado Asesor del Tribunal del Consulado y del de Minería.
En 1807 fue nombrado Oidor de la Real Audiencia de Cuzco y en 1814 de la de Lima (hasta su jubilación en 1819).
Su familia, profundamente ligada al bando realista durante las guerras de independencia en Sudamérica, sufrió la persecución de los patriotas. Tras la pérdida de la causa realista la Familia Goyeneche se trasladó a España, donde consiguió como recompensa y tras sucesivas uniones matrimoniales la Grandeza de España y los condados de Guaqui y Gamio, los marquesados de Casa Dávila, de Balbueno y Villafuerte y el ducado de Goyeneche, entre otros títulos nobiliarios.
En 1818 fue nombrado Consejero Honorario del Consejo de Indias y en 1819 de la Cámara de este Consejo. En 1807 fue nombrado caballero de la Orden de Malta y en 1824 el Rey Fernando VII le otorgó la gran cruz de la Orden de Isabel la Católica.

### Guerra de independencia
Durante la guerra de independencia del Perú, el oidor Goyeneche (ya jubilado) fue probablemente el miembro de esta familia tan significada en el bando Realista quien sufrió la mayor persecución de los patriotas independentistas.
Tras la entrada de José de San Martín en Lima, en 1822, el marqués de Torre Tagle le impuso una contribución de 320.000 reales a causa de su conocida lealtad al Rey de España, para sostener la guerra contra los españoles. Goyeneche ni siquiera respondió a este requerimiento. Un mes después, el 13 de abril de 1822, el ministro Bernardo de Monteagudo, tras haberse apoderado de 40.000 pesos que Goyeneche tenía depositados para algún caso de extrema necesidad en manos del padre Manuel José Pedemonte, reiteró esta reclamación concediéndole un plazo de tres días para hacer efectiva la suma. Pero, sin dejar transcurrir este plazo, Monteagudo ese mismo día 13 instó a Goyeneche a pagar en el término de 3 horas o ir a la cárcel.
Pedro Mariano de Goyeneche incumplió el requerimiento por lo que Monteagudo ordenó el inmediato arresto del oidor jubilado y su traslado a la cárcel pública, haciéndole vestir el uniforme presidiario, esposado y con grilletes, por las calles de Arequipa con asistencia de cientos de independentistas a quienes Monteagudo había excitado en contra de la Casa de Goyeneche. Incluso su pensión de funcionario jubilado fue incautada por orden de Monteagudo.
Al fin, el 12 de mayo de 1822 Pedro Mariano acordó ceder algunas joyas, libros y muebles más 2.000 reales de plata, tras lo que Monteagudo ordenó su traslado a la casa de locos de San Andrés y posteriormente, bajo pena de deportación a la isla de Juan Fernández, se le obligó a abandonar el Perú de manera inmediata.
Bernardo de Monteagudo, que tras este episodio mostraba públicamente en Guayaquil, a modo de trofeos, las joyas sustraídas a Goyeneche, confesó poco después, en un manifiesto fechado en Quito el 17 de marzo de 1823, que "yo empleé todos los medios que estaban a mi alcance para inflamar el odio contra los españoles; sugerí medidas de severidad, y siempre estuve pronto a apoyar las que tenían por objeto disminuir su número y debilitar su influjo público o privado. Este era mi sistema y no pasión" El magistrado Goyeneche fue una de las más conocidas víctimas de este sistema. 

### Exilio
Pedro Mariano se trasladó a España en un buque inglés que se dirigía a Río de Janeiro para pasar de ahí a Gibraltar y luego a Madrid, donde el propio rey Fernando VII quiso imponerle personalmente en el Palacio Real de Madrid la gran cruz de la Orden de Isabel la Católica por su heroico comportamiento y su lealtad inquebrantable a España.
La situación convulsa e inseguridad que vivía España en aquella época hizo que en 1825 decidiera trasladarse a Burdeos (Francia), donde murió en 1844 en una pequeña mansión que sirviera de consulado peruano. Fue enterrado en Burdeos.
En su testamento, además de las tradicionales mandas pías y abundantes legados para instituciones peruanas, quiso dejar constancia de su lealtad a España:
"Declaro que he vivido, vivo y protesto morir fiel español, cuyo título me ha honrado en vida y me honrará en muerte, y que jamás he hecho acto ni cometido acción por la que haya desmerecido gozar del derecho de nacional español, en cuyo ejercicio estoy, pues a pesar de que mi país natal se declaró independiente de su metrópoli, preferí a mis conveniencias guardar como caballero y como funcionario público español el juramento de fidelidad a Su Majestad Católica, el mismo que supieron guardar mis padres y ascendientes" (Burdeos, 13 de junio de 1844).
- Datos: Q6069450